# Jules Hermary
Pour les articles homonymes, voir Hermary.
Jules Hermary, né le 14 décembre 1834 à Barlin (Pas-de-Calais) et mort le 2 août 1914 à Barlin, est un homme politique français.

## Biographie
Élève du Lycée de Saint-Omer puis de l'École centrale des arts et manufactures (Promotion 1857), Jules Hermary est ingénieur civil et s'installe à Barlin comme brasseur-distillateur. Maire de Barlin de 1864 à 1904, conseiller d'arrondissement entre 1865 et 1868 puis général du canton de Houdain entre 1868 et 1883, il est député du Pas-de-Calais de 1876 à 1881 et de 1885 à 1889, siégeant à droite.
S'occupant d'agriculture, il est secrétaire du comice agricole de Béthune, membre de la Société des Agriculteurs de France, de La Betterave (Association amicale du Nord et du Pas-de-Calais).
Il s'occupe d'études géologiques et de prospection minière. Il est l'un des deux créateurs de La Société des mines de la Clarence et contribue à l'extension des mines de Nœux, sur la commune de Barlin.

## Sources
- « Jules Hermary », dans Adolphe Robert et Gaston Cougny, Dictionnaire des parlementaires français, Edgar Bourloton, 1889-1891 [détail de l’édition]
- « Jules Hermary », dans le Dictionnaire des parlementaires français (1889-1940), sous la direction de Jean Jolly, PUF, 1960 [détail de l’édition]
- Dictionnaire biographique des Hommes du Nord, sous la direction de Henry Carnoy, Imprimerie de l'Armorial français, Paris, 1894